# Коллективные авторские общества
Коллективные авторские общества (также коллективные агентства, лицензионные агентства или коллективные общества) — органы, созданные в соответствии с законом об авторском праве или соглашения, которые осуществляют коллективное управление авторскими правами. В полномочия таких органов которых входит лицензирование авторским правом произведений и сбор авторского гонорара в качестве части обязательного лицензирования, проведение переговоров от имени своих членов по вопросам авторских гонораров. Авторские общества собирают деньги за использование авторских произведений с пользователей произведений и распределяют авторские гонорары среди владельцев авторских прав.
Авторы литературных или художественных произведений, а также обладатели смежных прав обладают исключительными правами разрешать или запрещать использование своих произведений. В случаях, когда авторы не имеют соглашений с авторскими обществами, правообладателям предоставляется право вместо вознаграждения.

## История
Авторы произведений как правообладатели могут лично осуществлять свои права, то есть разрешать или запрещать использование своих произведений. Во многих случаях индивидуальное управление правами является практически невозможным в силу ряда практических причин. Так, автор может не иметь материальных возможностей для того, чтобы следить за всеми видами использования своего произведения. Он не может вступать в контакт с каждой радио или телевизионной станцией для того, чтобы вести переговоры о лицензиях или вознаграждении за использование его произведений. Также невозможно для каждой организации эфирного вещания запрашивать разрешение от каждого конкретного автора на использование каждого его произведения, охраняемого авторским правом. Каждый год на телевидении исполняется в среднем 60 000 музыкальных произведений, и таким образом, разрешение надо получать от тысяч правообладателей. Невозможность осуществления на практике индивидуального управления такой деятельностью отдельно для правообладателей и отдельно для пользователей, приводит к необходимости создания организаций коллективного управления, чья роль состоит в том, чтобы стать связующим звеном между пользователями и правообладателями в этих ключевых областях.
Таким образом, коллективное управление авторским правом и смежными правами осуществляется тогда, когда осуществление таких прав в индивидуальном порядке практически невозможно или экономически невыгодно.
Первое общество по защите интересов авторов — «Бюро правовой защиты драматургов» было создано во Франции в 1777 году. В 1838 году по инициативе Оноре де Бальзака и Виктора Гюго было создано «Общество французских литераторов», которое собирало авторские гонорары за публикации в прессе. В России первым авторским обществом, созданным в 1874 году по инициативе А. Н. Островского было «Общество русских драматических писателей».
Идея коллективного управления правами, в результате чего авторское право и смежные права управляются обществами, широко распространена в настоящее время во всех развитых странах. Из-за наличия исторических, правовых, экономических и культурных различиях между странами, регулирование сбора обществами варьируется по-разному от одной страны к другой. В Европейских обществах их участники требуют передать им исключительные права администрирования всех произведений. В Соединенных Штатах и Канаде другие правила. Здесь авторы произведений сохраняют за собой часть прав, а часть передают обществам. В Соединенных Штатах проводится разграничение между коллективным авторским правом и общественным авторским правом.
Общества по управлению авторскими правами в странах Европейского союза обычно монополизируют рынок в своей стране, то есть являются единственными, кто этим занимается в каждой отдельной стране Европейского союза. При этом в части стран создаются законные монополии, в то время в других признаются эффективными монополии на основе подзаконных актов.Достоинством единой общей организации в стране является то, что через нее гораздо легче решать проблемы, возникающие с появлением новых видов использования и более эффективно защищать общие интересы правообладателей.
Так в Австрии, Общество авторов, композиторов и издателей (Gesellschaft der Autoren, Komponisten und Musikverleger, АКМ) представляет собой законную монополию. В Германии организация по коллективному управлению авторскими правами ГЕМА признается в качестве эффективной монополии.
В настоящее время существует также международная глобальная сеть организаций коллективного управления правами. Эта сеть представлена такими неправительственными организациями, как Международная конфедерация обществ авторов и композиторов (СИЗАК), Международная федерация организаций по правам на воспроизведение (ИФРРО), Ассоциация международного коллективного управления аудиовизуальными произведениями (AGICOA); на европейском уровне — Ассоциация европейских организаций исполнителей (АЕОИ).
В большинстве случаев организации по коллективному управлению охраняют права:
- Право на публичное исполнение (музыка, видео на дискотеках, ресторанах, кафе и других общественных местах);
- Право на эфирное вещание;
- Права на механическое воспроизведение музыкальных произведений на компакт-дисках, магнитных лентах, виниловых пластинках, кассетах,

мини-дисках и др.;
- Права на исполнение драматических произведений (театральных пьес);
- Право на репрографическое воспроизведение литературных и музыкальных произведений (ксерокс, фотокопирование);
- Смежные права — права исполнителей и производителей фонограмм на получение вознаграждения за эфирное вещание или трансляцию фонограмм для всеобщего

сведения.

## Общества по управлению авторскими правами по странам

### Германия
Германские общества работают в соответствии с законом Copyright Administration Act (UrhWG). В Германии работают общества :
- Gesellschaft für musikalische Aufführungs- und mechanische Vervielfältigungsrechte (GEMA) — представляет собой так называемый «мировой репертуар», защищенной авторским правом музыки;
- Gesellschaft zur Verwertung von Leistungsschutzrechten (GVL) — представляет смежные права исполнителей, производителей фонограмм, промоутеров и музыкальных видео производителей;
- Verwertungsgesellschaft Wort (VG Wort) — права авторов литературных произведений и издателей;
- Verwertungsgesellschaft Bild-Kunst (VG Bild-Kunst) — права для визуальных работ в искусстве;
- Verwertungsgesellschaft der Film- und Fernsehproduzenten (VFF);
- Verwertungsgesellschaft Musikedition (VG Musikedition);
- GÜFA (Gesellschaft zur Übernahme und Wahrnehmung von Filmaufführungsrechten mbH) — представляет права кинопродюсеров, имеющих дело в основном с производством эротических и порнографических фильмов;
- Verwertungsgesellschaft für Nutzungsrechte an Filmwerken mbH (VGF) — права производителей немецких и зарубежных фильмов;
- Gesellschaft zur Wahrnehmung von Film- und Fernsehrechten mbH (GWFF);
- AGICOA ;
- VG Media zur Verwertung der Urheber- und Leistungsschutzrechte von Medienunternehmen mbH (VG Media);
- Verwertungsgesellschaft Treuhandgesellschaft Werbefilm GmbH (VG TWF);
- Gesellschaft zur Wahrnehmung von Veranstalterrechten (GWVR).[4]
- Авторское общество Культурный фонд

### Австрия
- Staatlich genehmigte Gesellschaft der Autoren, Komponisten und Musikverleger (AKM)
- Staatlich genehmigte genossenschaftliche Literarische Verwertungsgesellschaft
- Austro Mechana
- Literar-Mechana
- Verwertungsgesellschaft Bildender Künstler (VBK)
- Wahrnehmung von Leistungsschutzrechten GmbH (LSG)
- Oesterreichische Interpretengesellschaft (OESTIG)
- Verwertungsgesellschaft Rundfunk (VGR)
- Verwertungsgesellschaft für audiovisuelle Medien (VAM)
- Verwertungsgesellschaft für Bild und Ton (VBT)
- Gesellschaft zur Wahrnehmung von Rechten und Ansprüchen aus Musikeditionen
- Rechtsschutzverband der Fotografen Österreichs (RSV)

### Швейцария
Авторские общества Швейцарии работают в соответствии со Швейцарским Федеральным законом об авторском праве и смежных правах:
- SUISA — регулируют права авторов музыкальных произведений
- SSA (Société Suisse des Auteurs) — права авторов музыкальных произведений
- ProLitteris — права для литературы, фотографии и изобразительного искусства
- SWISSPERFORM — регулируют смежные права.

### Франция
- Administration des Droits des Artistes et Musiciens Interprètes (ADAMI)
- Société des Auteurs Dans les Arts Graphiques et Plastiques (ADAGP)
- Société des Auteurs, Compositeurs et Éditeurs de Musique (SACEM)
- Société des Auteurs et Compositeurs Dramatiques (SACD)
- Société Civile des Auteurs Multimédia (SCAM)
- Syndicat National des Auteurs et Compositeurs (SNAC)

### Польша
- ZAiKS (Związek Autorów i Kompozytorów Scenicznych) — ассоциация художников авторов и композиторов;
- ZPAV (Związek Producentów Audio-Video) — ассоциация аудио и видео производителей;
- ZASP (Związek Artystów Scen Polskich) — ассоциация польских художников сцены;
- SAFiT (Stowarzyszenie Aktorów Filmowych i Telewizyjnych) — ассоциация кино и телевизионных актеров;
- ZPAP — ассоциация польских художников;
- SARP — ассоциация польских архитекторов;
- ZAPA (Związek Autorów i Producentów Audiowizualnych) — ассоциация польских кинематографистов.

### Италия
SIAE

### Ирландия
- Irish Recorded Music Association (IRMA)
- Irish Music Rights Organisation (IMRO)

### Намибия
- NASCAM (Namibian Society for Composers and Authors of Music) — Намибийское общество композиторов.

### Гонконг
- Composers and Authors Society of Hong Kong

### Россия
- Всероссийская организация интеллектуальной собственности — некоммерческая общероссийская общественная организация по коллективному управлению смежными правами исполнителей и изготовителей фонограмм;
- Российское авторское общество (РАО)[5];
- Российская фотографическая ассоциация (РФА) — управляет имущественными правами производителей фонограмм;
- Российское общество прав исполнителей (РОУПИ);
- Российское общество мультимедиа и цифровых сетей (РОМС);
- Российское общество прав в аудиовизуальной сфере (РОПАС);
- Российское авторское общество КОПИРУС — управляет авторскими правами при репрографическом воспроизведении и иных видах воспроизведения (копирования) произведений, включая осуществляемых с использованием современных технологий;
- «Партнерство по защите и управлению правами в сфере искусства» (УПРАВИС).

### Испания
Испанский закон об авторском праве предоставлен обществом:
- Derechos de Autor de Medios Audiovisuales (DAMA) — авторские права на аудиовизуальные произведения.

### США
- Pro Music Rights (PMR)
- Американское общество композиторов, авторов и издателей (ASCAP)

### Армения
Армянское авторское общество Армавтор

### Израиль
Израильское общество композиторов, авторов и издателей — коллективная защита авторских прав композиторов, поэтов, авторов текста, аранжировщиков и музыкальных издателей.

## Задачи обществ
Существуют две разные формы коллективного управления:
- Полное коллективное управление. Такая форма основана на исключительных правах и заключается в ведении переговоров о размере выплачиваемого вознаграждения и о других условиях использования, выдачи разрешений на использование, отслеживании использований, принуждении их к соблюдению прав и сбор вознаграждения, а также его распределении среди правообладателей.
- Неполная форма коллективного управления. При такой форме управления разрешение на использование не выдается организацией по коллективному управлению. Право существует как право на получение вознаграждения, например, в случае выплаты вознаграждения за домашнее копирование.

Владельцы авторских прав передают обществам права на:
- продажу неисключительных лицензий;
- сбор авторских вознаграждений;
- распределение собранных средств;
- заключение взаимных соглашений с другими обществами;
- защищать свои права.

Общества согласовывают размер лицензионных отчислений за публичное исполнение и воспроизведение произведения и выступают в качестве лоббистов интересов групп.
Общества по сбору авторских вознаграждений получают право выдавать лицензии на вещание на определенный период времени. Такая лицензия может, например, предоставить вещателю единое годовое разрешение, которое может охватывать тысячи песен, принадлежащих тысячам композиторов, поэтам-песенникам и издателям. В обществах также могут продавать отдельные лицензии для пользователей для воспроизведения и распространения ими музыки.
Некоторые организации, занимающиеся коллективным управлением прав предлагают своим членам социальные льготы. Это касается помощи при оплате медицинского
лечения или страхования, пенсионного страхования или гарантированного дохода на основе выплаты членам авторских вознаграждений.
Такие организации коллективного управления могут выступать спонсорами культурных мероприятий по популяризации национального репертуара произведений в стране и за границей (премия Marburger Kamerapreis за достижения в киноискусстве Германии), учреждать премии и награждать ими авторов (Премия ASCAP Ричард Роджерс и др.). Организации могут помогать проведению театральных фестивалей, музыкальных конкурсов, способствовать подготовке национальных фольклорных и музыкальных антологий и др.